# 梅托馬島

梅托馬島是瓦努阿圖的島嶼，位於希烏島和特瓜島之間的珊瑚海，屬於托雷斯群島的一部分，面積3平方公里，最高點海拔高度115米，2009年人口僅13。